# Elcherath
Elcherath ist ein Ortsteil der Ortsgemeinde Winterspelt im Eifelkreis Bitburg-Prüm in Rheinland-Pfalz.

## Geographische Lage
Elcherath liegt nordwestlich von Winterspelt in einer Entfernung von rund 2,5 km dicht an der Grenze zu Belgien. Der Ort liegt auf einer Hochebene und ist überwiegend von landwirtschaftlichen Nutzflächen umgeben. Westlich von Elcherath fließt die Our, welche die Staatsgrenze bildet.

## Geschichte
Der heutige Ortsteil Elcherath wurde erstmals im Jahre 1068 als Elchenroide im Besitz des Prümer Liebfrauenstiftes und als Elychenroth im Jahre 1222 erwähnt. 1270 übertrugen die Grafen von Virneburg ihr bisher freies Allodium Elcherode dem Grafen von Luxemburg.
Winterspelt war der Hauptort einer prümischen Schultheißerei, zu welcher außer Winterspelt selbst auch Eigelscheid, Elcherath, Hemmeres, Ihren und Wallmerath gehörten. Jene war Teil des Amtes Prüm und gehörte bis zum Ende des 18. Jahrhunderts landesherrlich zum Kurfürstentum Trier.
Im Jahr 1794 hatten französische Revolutionstruppen das Linke Rheinufer besetzt. Von 1798 gehörten alle Ortsteile (außer Heckhalenfeld) zum Kanton Schönberg im Saardepartement.

## Wappen von Winterspelt

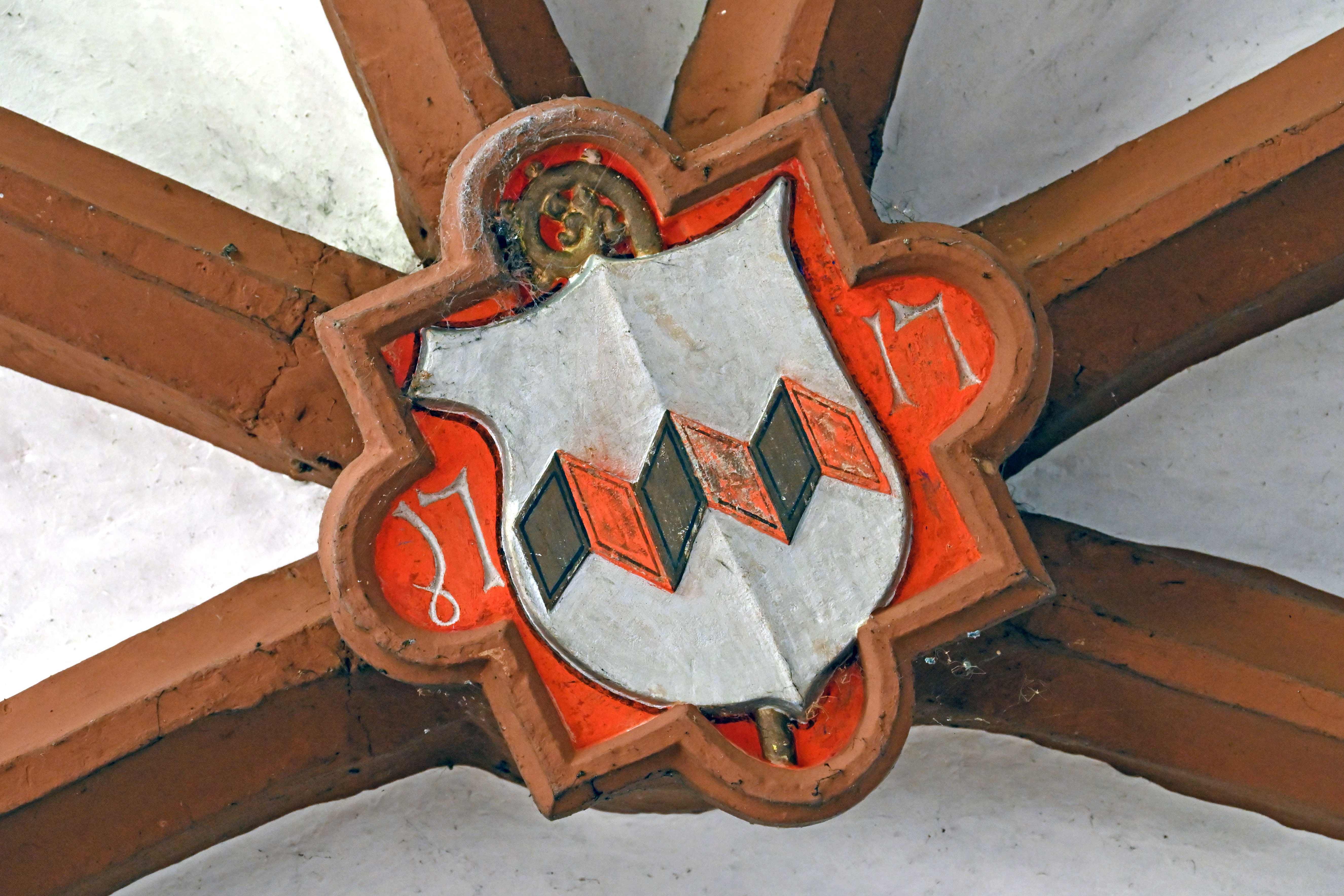

Das Wappen der heute übergeordneten Gemeinde Winterspelt wurde in Anlehnung an den Ortsteil Elcherath entworfen und stellt diesen ebenfalls symbolisch dar.
Wappenbegründung: Im Chor der Elcherather Kirche ist ein Schlussstein mit einem Herzschild, das einen roten Sparrenbalken zeigt. Er steht für den Erbauer der Kirche, den Prümer Abt Wilhelm aus dem Geschlecht der Manderscheider Grafen, die den roten Sparrenbalken in Gold im Wappen führten. Er steht im Wappen in vertauschten Farben für den Ortsteil Elcherath. Im zweiten Feld des Wappens steht das Flammenschwert als Attribut des Erzengels Michael, des Kirchen- und Ortspatrons von Winterspelt.

## Kultur und Sehenswürdigkeiten

### St. Willibrord
In Elcherath gibt es die Pfarrkirche St. Willibrord aus dem Jahre 1515. Sie wurde durch den Prümer Abt Wilhelm von Manderscheid erbaut. Der Turm diente ursprünglich als Wehrturm, wurde aber für die Kirche erhöht und man errichtete das Kirchenschiff und den Chor. Die Sakristei am östlichen Ende des Chores wurde erst 1695 errichtet. Im 19. Jahrhundert folgte schließlich noch eine Eingangshalle vor dem Portal des Gebäudes. Auf dem Kirchengelände befinden sich zudem mehrere Grabkreuze aus Schiefer.

### Wegekreuze
Auf dem Gemeindegebiet von Elcherath befinden sich insgesamt vier Wegekreuze. Eines sticht besonders durch sein Relief hervor und stammt aus dem Jahre 1820. Es handelt sich um ein Schieferkreuz mit Standort östlich von Elcherath an der Straße nach Steinebrück.

St. Willibrord
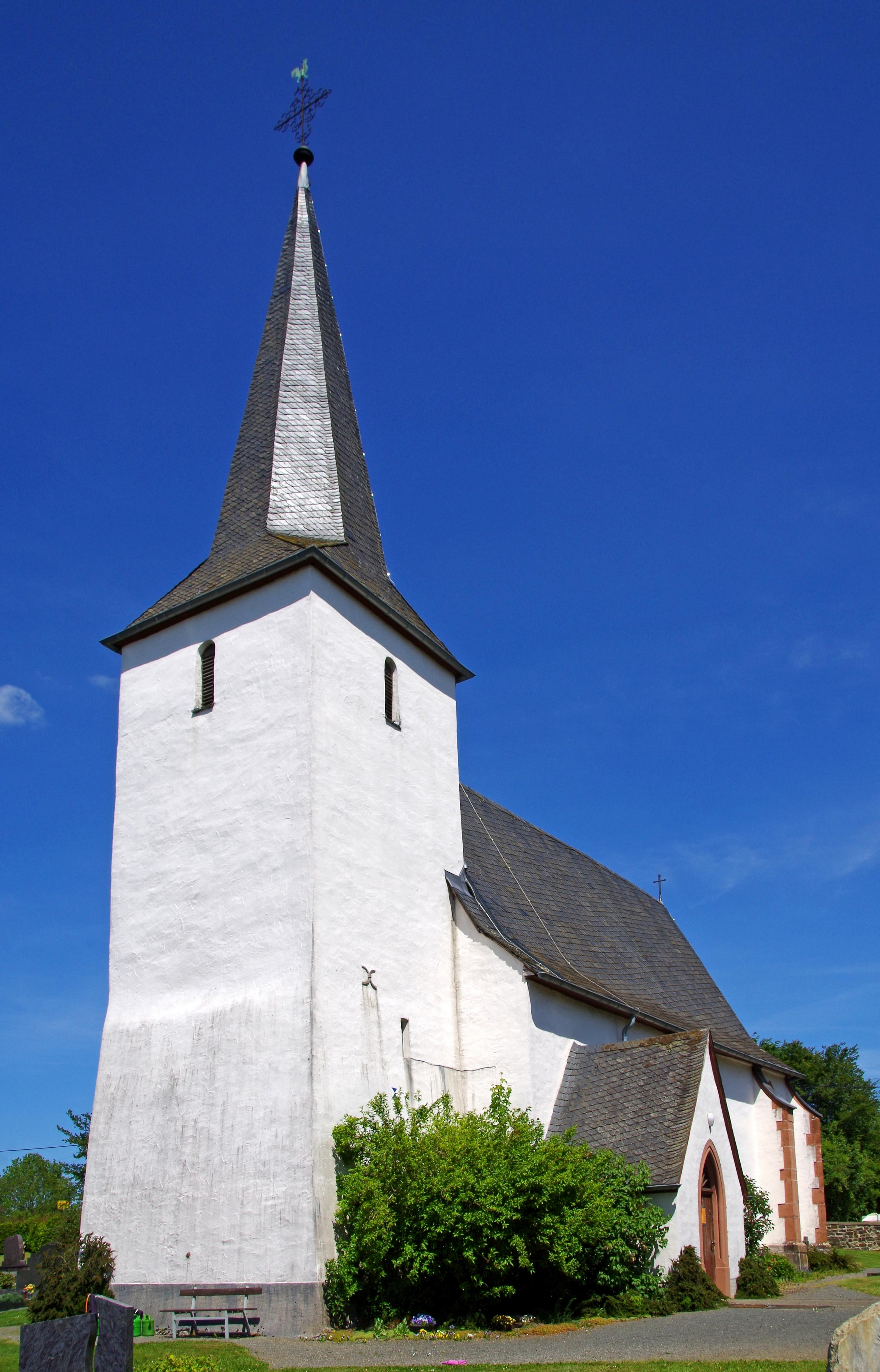
Außenansicht
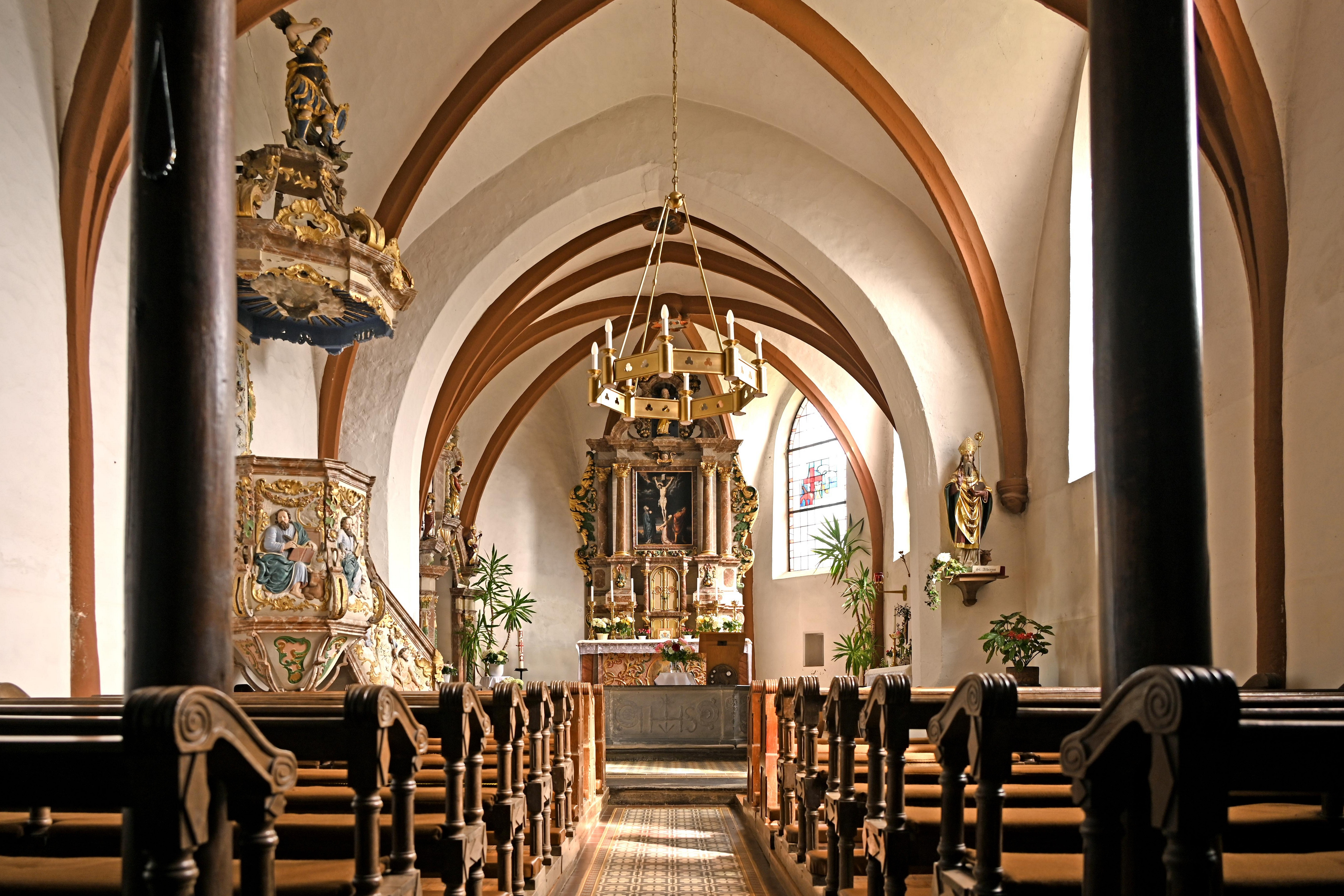
Innenansicht
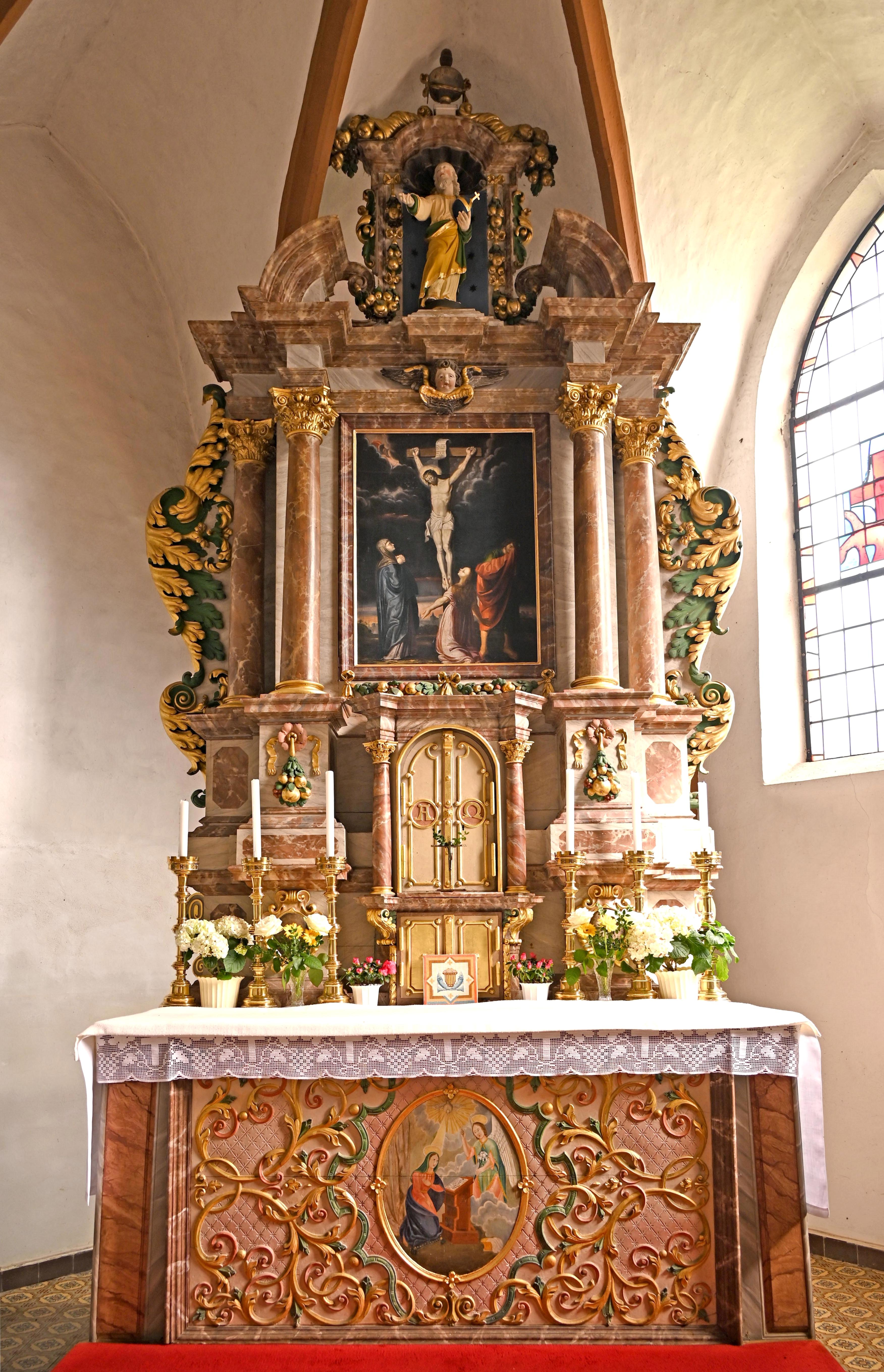
Hochaltar
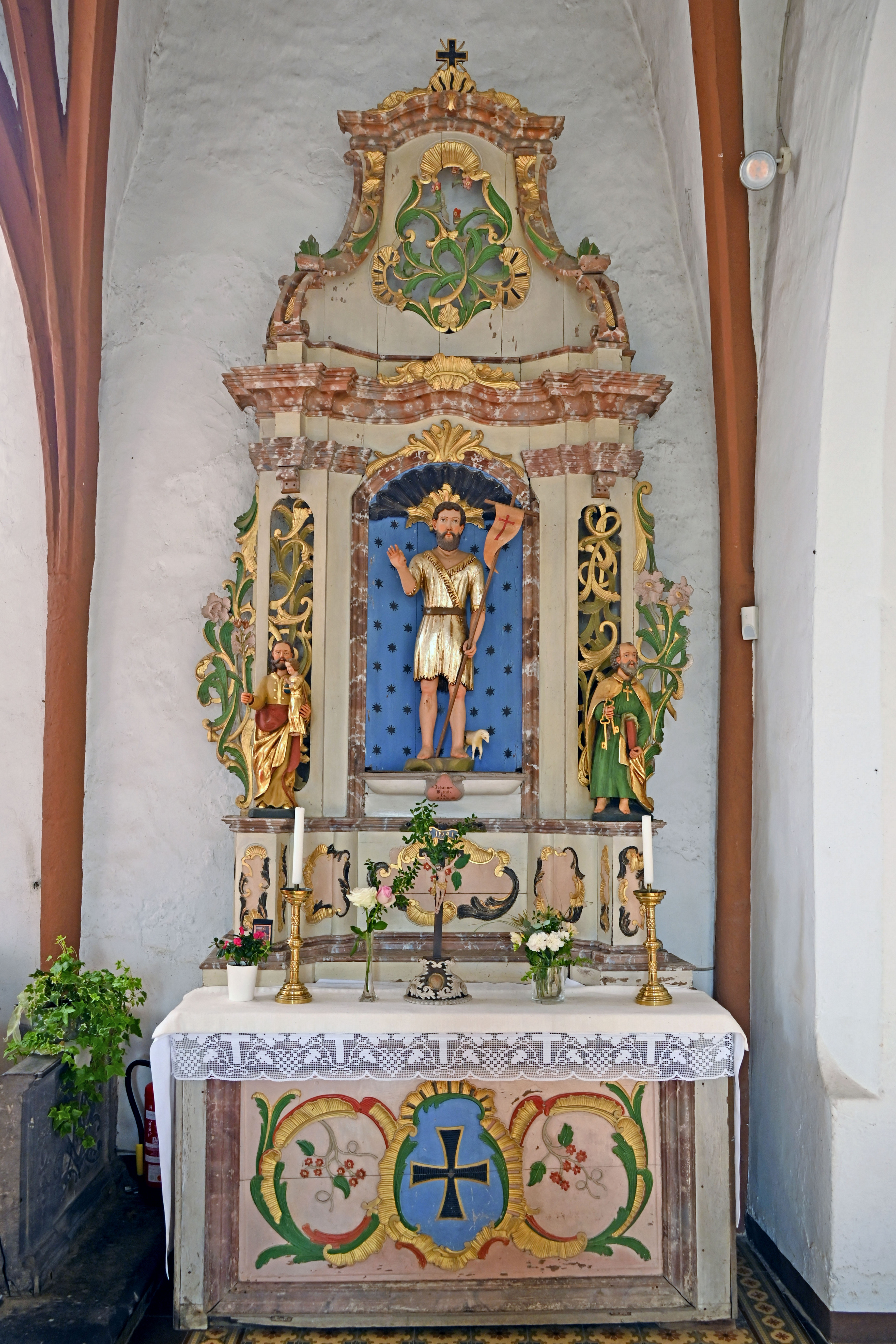
Johannesaltar
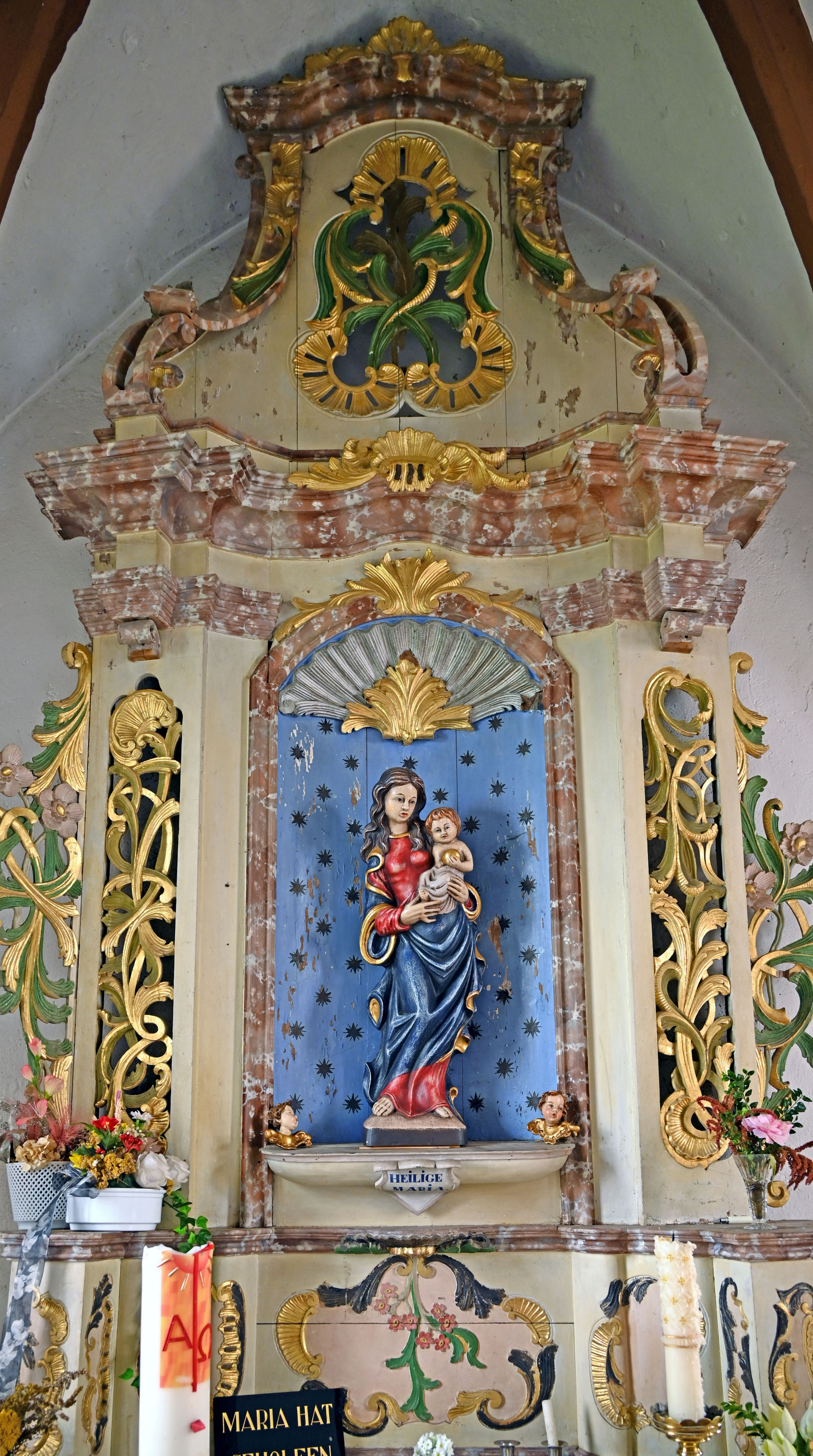
Marienaltar
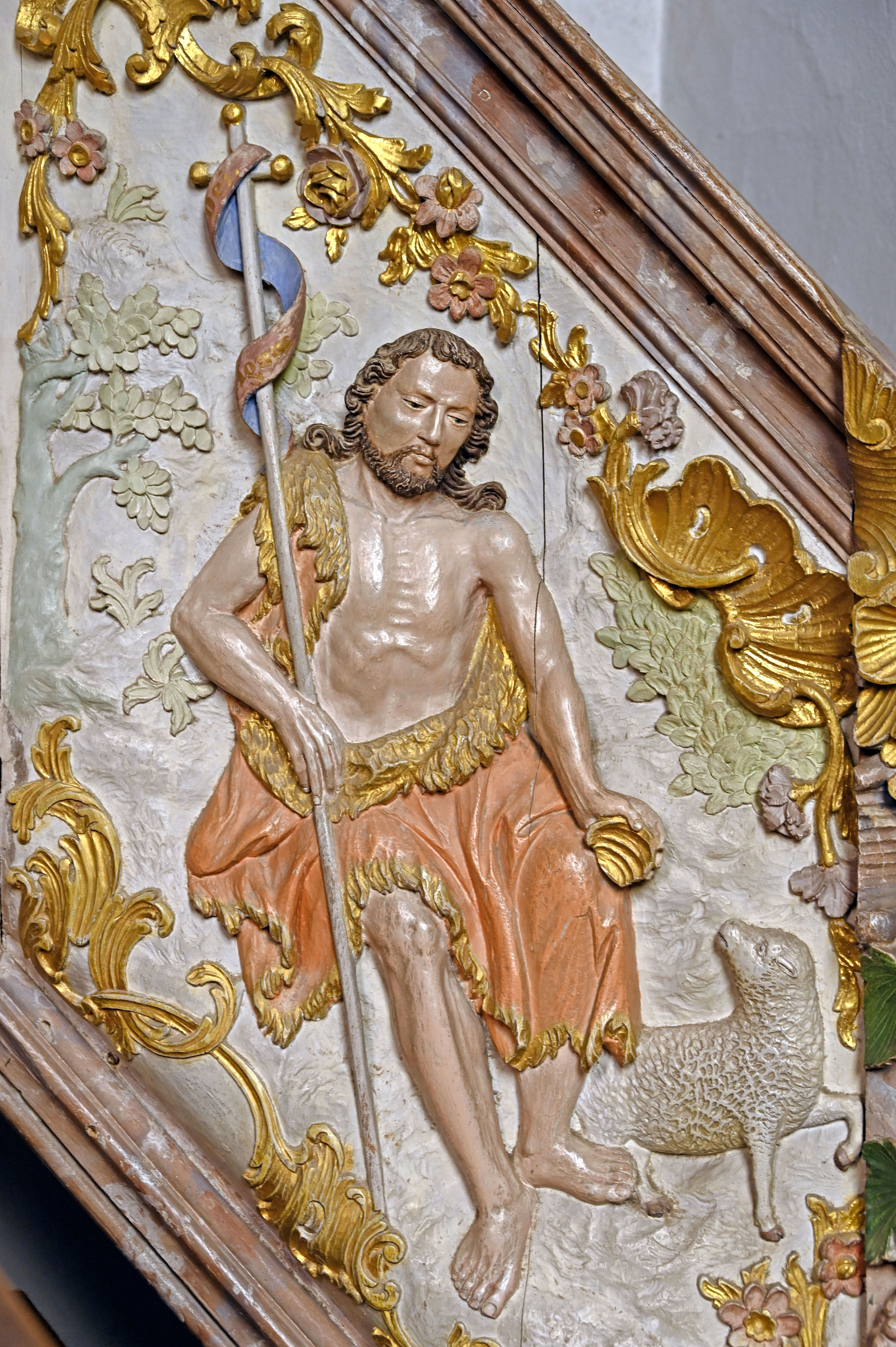
Kanzeldetail
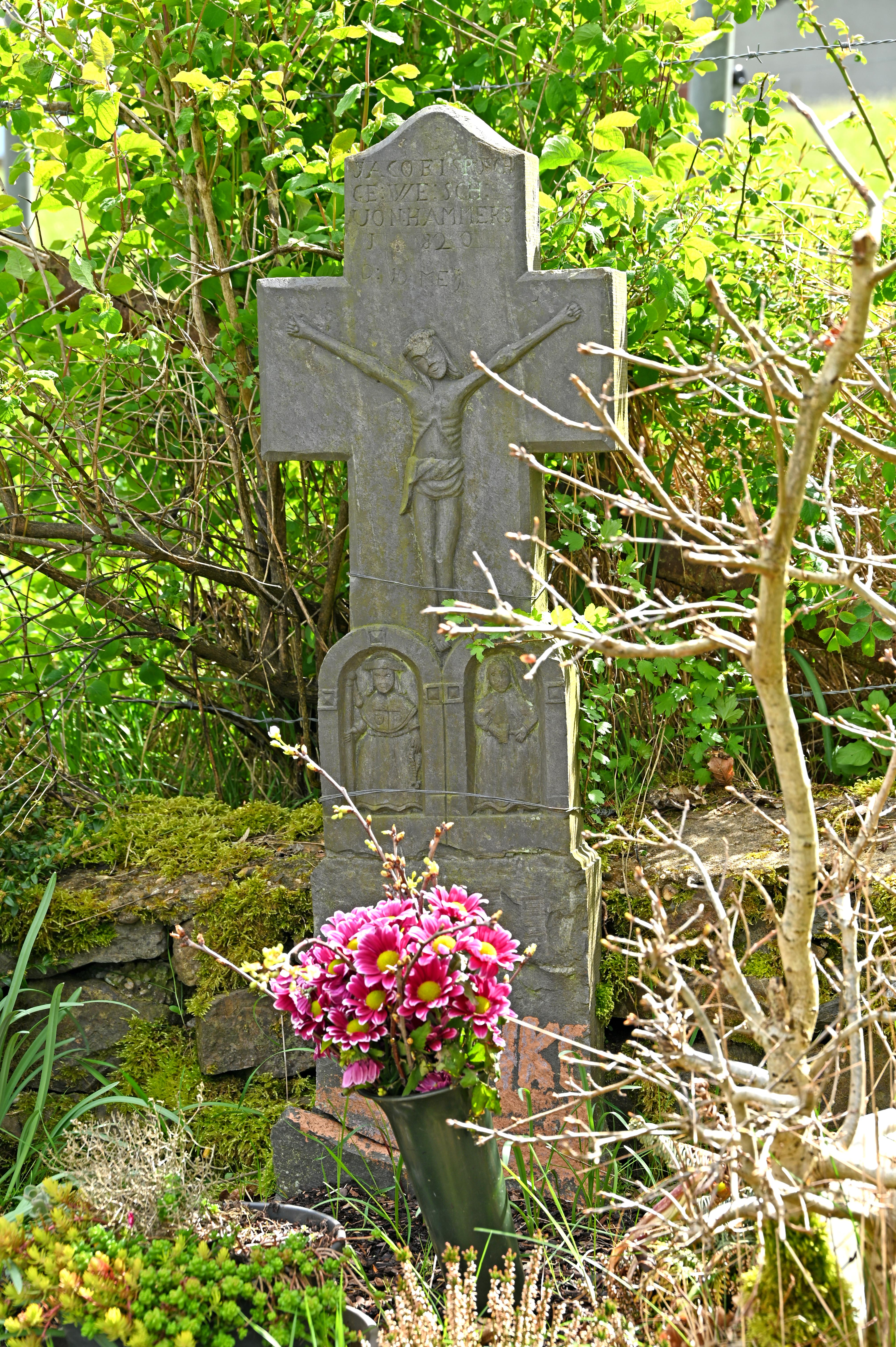
Wegekreuz 1820

Siehe auch: Liste der Kulturdenkmäler in Winterspelt

## Infrastruktur und Verkehr
Es existiert eine regelmäßige Busverbindung.
Elcherath ist durch eine Gemeindestraße erschlossen und liegt unweit der Bundesautobahn 60 bei der Abfahrt Winterspelt. Östlich von Elcherath verläuft zudem die Landesstraße 16 aus Richtung Winterspelt nach Steinebrück.